# Джузеппе Б'ява
Джузеппе Б'ява (італ. Giuseppe Biava, нар. 8 травня 1977, Серіате) — італійський футболіст, захисник, насамперед відомий виступами за клуби «Палермо» та «Лаціо».

## Ігрова кар'єра
Народився 8 травня 1977 року в місті Серіате. Вихованець футбольної школи клубу «Леффе».
У дорослому футболі дебютував 1995 року виступами за «Альбінезе». З цим клубом він вийшов з серії D в серію С2 1997 року. 1998 року «Альбінезе» об'єдналася з клубом «Альбінолеффе». З новою командою він вийшов в серію С1, а всього провів у клубі 5 сезонів, один з яких він був в оренді в клубі «Б'єллезе», після повернення з якої Б'ява допоміг «Альбінолеффе» вийти в Серію В. У своєму першому матчі в Серії В Б'ява забив переможний гол у ворота «Фіорентини».
Дії захисника викликали інтерес до нього з боку інших команд, і 31 січня 2004 року Б'ява перейшов до «Палермо». Там він швидко став гравцем основного складу, склавши з П'єтро Аккарді дует центральних захисників клубу. Їхня гра допомогла «Палермо» вийти в Серію А, вперше після 31-річної перерви. Вже в першому сезоні після виходу, Палермо завоював право брати участь у Кубку УЄФА. У сезоні 2005/2006 Б'ява через велику кількість помилок втратив місце в стартовому складі команди, чому посприяв новий тренер Луїджі Дельнері. У сезоні 2006/2007 Б'ява знову зміг знову завоювати місце в основі, після повернення на «тренерський місток» Франческо Гвідоліна, продажу Крістіана Терліцці та травми Чезаре Бово. І залишався гравцем стартового складу аж до 2008 року, коли він покинув команду, будучи витесенним з основи Франко Б'єнцою.
Влітку 2008 року він перейшов в «Дженоа», в рамках переговорів з приводу повернення в «Палермо» Бово. Спочатку Б'ява був узятий як компенсація, за частину трансферу Бово, з подальшою продажу, але незабаром він переконав тренера Джанп'єро Гасперіні у своїй корисності та залишився в команді, виступаючи в центрі оборони разом з Маттео Феррарі. У сезоні 2008/2009 Біава допоміг Дженоа завоювати високе 4-е місце в серії А.
До складу клубу «Лаціо» приєднався на початку 2010 року. 2013 року допоміг клубу виграти Кубок Італії, обігравши у фіналі «Рому». За 4,5 роки встиг відіграти за «біло-блакитних» 125 матчів в національному чемпіонаті. Після завершення контракту з римським клубом досвідчений захисник уклав однорічний контракт з «Аталантою». Провівши за сезон у цій команді 21 матч в різних турнірах, знову отримав статус вільного агента.

## Статистика виступів
Статистика станом на 26 травня 2013 року.

### Статистика клубних виступів
| Сезон                    | Команда                  | Чемпіонат                | Чемпіонат | Чемпіонат | Кубок Італії | Кубок Італії | Кубок Італії | Єврокубки | Єврокубки | Єврокубки | Інші змагання | Інші змагання | Інші змагання | Усього | Усього |
| Сезон                    | Команда                  | Ліга                     | Ігор      | Голів     | Ліга         | Ігор         | Голів        | Ліга      | Ігор      | Голів     | Ліга          | Ігор          | Голів         | Ігор   | Голів  |
| ------------------------ | ------------------------ | ------------------------ | --------- | --------- | ------------ | ------------ | ------------ | --------- | --------- | --------- | ------------- | ------------- | ------------- | ------ | ------ |
| 1995-96                  | «Альбінезе»              | D                        | 25        | 0         |              | —            | —            |           | —         | —         |               | —             | —             | 25     | 0      |
| 1996-97                  | «Альбінезе»              | D                        | 16        | 0         |              | —            | —            |           | —         | —         |               | —             | —             | 16     | 0      |
| 1997-98                  | «Альбінезе»              | C2                       | 28        | 0         |              | —            | —            |           | —         | —         |               | —             | —             | 28     | 0      |
| Усього за «Альбінезе»    | Усього за «Альбінезе»    | Усього за «Альбінезе»    | 69        | 0         |              | —            | —            |           |           |           |               |               |               | 69     | 0      |
| 1998-99                  | «АльбіноЛеффе»           | C2                       | 28        | 0         |              | —            | —            |           | —         | —         |               | —             | —             | 28     | 0      |
| 1999-00                  | «АльбіноЛеффе»           | C1                       | 24        | 0         |              | —            | —            |           | —         | —         |               | —             | —             | 24     | 0      |
| 2000-01                  | «Б'єллезе»               | C2                       | 23        | 0         |              | —            | —            |           | —         | —         |               | —             | —             | 23     | 0      |
| 2001-02                  | «АльбіноЛеффе»           | C1                       | 27        | 1         |              | —            | —            |           | —         | —         |               | —             | —             | 27     | 1      |
| 2002-03                  | «АльбіноЛеффе»           | C1                       | 30        | 3         | КІ           | 3            | 0            |           | —         | —         |               | —             | —             | 33     | 3      |
| 2003-04                  | «АльбіноЛеффе»           | B                        | 22        | 2         | КІ           | 1            | 0            |           | —         | —         |               | —             | —             | 23     | 2      |
| Усього за «АльбіноЛеффе» | Усього за «АльбіноЛеффе» | Усього за «АльбіноЛеффе» | 131       | 6         |              | 4            | 0            |           |           |           |               |               |               | 135    | 6      |
| 2003-04                  | «Палермо»                | B                        | 19        | 3         |              | —            | —            |           | —         | —         |               | —             | —             | 19     | 3      |
| 2004-05                  | «Палермо»                | A                        | 29        | 0         | КІ           | 3            | 0            |           | —         | —         |               | —             | —             | 32     | 0      |
| 2005-06                  | «Палермо»                | A                        | 17        | 1         | КІ           | 4            | 1            | КУЄФА     | 1         | 0         |               | —             | —             | 22     | 2      |
| 2006-07                  | «Палермо»                | A                        | 23        | 1         | КІ           | 2            | 0            | КУЄФА     | 3         | 0         |               | —             | —             | 28     | 1      |
| 2007-08                  | «Палермо»                | A                        | 24        | 0         | КІ           | 2            | 0            |           | —         | —         |               | —             | —             | 26     | 0      |
| Усього за «Палермо»      | Усього за «Палермо»      | Усього за «Палермо»      | 112       | 5         |              | 11           | 1            |           | 4         | 0         |               |               |               | 127    | 6      |
| 2008-09                  | «Дженоа»                 | A                        | 29        | 2         | КІ           | 3            | 0            |           | —         | —         |               | —             | —             | 32     | 0      |
| 2009-10                  | «Дженоа»                 | A                        | 19        | 1         | КІ           | 2            | 0            | ЛЄ        | 5         | 0         |               | —             | —             | 26     | 0      |
| Усього за «Дженоа»       | Усього за «Дженоа»       | Усього за «Дженоа»       | 48        | 3         |              | 5            | 0            |           | 5         | 0         |               |               |               | 58     | 3      |
| 2009-10                  | «Лаціо»                  | A                        | 13        | 0         | КІ           | 1            | 0            | ЛЄ        | —         | —         | СІ            | —             | —             | 14     | 0      |
| 2010-11                  | «Лаціо»                  | A                        | 35        | 3         | КІ           | 1            | 0            |           | —         | —         |               | —             | —             | 36     | 3      |
| 2011-12                  | «Лаціо»                  | A                        | 26        | 1         | КІ           | 0            | 0            | ЛЄ        | 5         | 0         |               | —             | —             | 31     | 1      |
| 2012-13                  | «Лаціо»                  | A                        | 31        | 1         | КІ           | 4            | 0            | ЛЄ        | 8         | 0         |               | —             | —             | 43     | 1      |
| Усього за «Лаціо»        | Усього за «Лаціо»        | Усього за «Лаціо»        | 105       | 5         |              | 6            | 0            |           | 13        | 0         |               |               |               | 124    | 5      |
| Усього за кар'єру        | Усього за кар'єру        | Усього за кар'єру        | 488       | 19        |              | 26           | 1            |           | 22        | 0         |               |               |               | 536    | 20     |

## Титули і досягнення
- Володар Кубка Італії (1):

«Лаціо»: 2012-13